# Lijst van prefecten voor Leken, Gezin en Leven

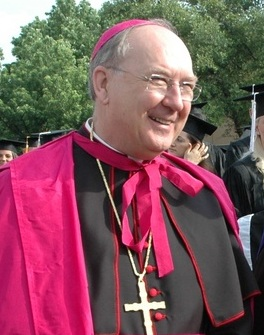
Kevin Farrell, prefect van de dicasterie

Onderstaand volgt een lijst van prefecten van de Dicasterie voor Leken, Gezin en Leven, een orgaan van de Romeinse Curie.
| Prefect    | Prefect       |
| ---------- | ------------- |
| 2016-heden | Kevin Farrell |